# Jacek Dukaj
Jacek Józef Dukaj (* 20. červenec 1974, Tarnów) je polský spisovatel sci-fi literatury. V roce 2009 se stal jeden z laureátů Ceny Evropské unie za literaturu.

## Život a dílo
Vystudoval filozofii na Jagellonské univerzitě v Krakově. Publikovat začal již v 16 letech, a to v měsíčníku Fantastika.

### České s slovenské překlady z polštiny
- Železný generál: antológia poľskej fantastiky. 1. vyd. Bratislava: Vydavateľstvo Spolku slovenských spisovateľov, 2006. 191 S.
- Led (původním názvem: Lód). Překlad Michala Benešová a Michael Alexa. Brno: Host, 2021. 944 s. ISBN 978-80-7577-801-7.